# Slow life
Slow life – idea propagująca zwolnienie tempa życia. Jest to styl życia, który przeciwdziała rozprzestrzeniającej się szybkości. Promuje życie w zgodzie ze sobą i z własnymi potrzebami, by było ono bardziej wartościowe. Obejmuje coraz więcej obszarów i dziedzin życia człowieka. Zalicza się do niej m.in. Cittàslow, Slow Tourism, Slow Fashion, Slow Cosmetics.

## Historia
Idea Slow Life zaczęła się rozwijać bezpośrednio z organizacją Slow Food, założoną w 1986 roku przez Carlo Petriniego we włoskim mieście Bra, położonym w regionie Piemont. Stowarzyszenie stanowiło odpowiedź na rosnące przyspieszenie. 
Sprzeciw odbył się w 1986 roku w Rzymie, naprzeciwko Schodów Hiszpańskich jako odpowiedź na szybko rozprzestrzeniającą się sieć barów McDonald's. Filozofia ruchu swoim nowoczesnym przekazem promuje jednocześnie dobre jedzenie i ochronę środowiska naturalnego. 
Podstawą idei Slow Food jest czerpanie przyjemności ze spożywania posiłku w towarzystwie rodziny i przyjaciół. Odejście od sztuczności oferowanej przez fast food i zwrócenie się ku lokalnym produktom. Organizacja Slow food wspiera tradycyjne wyroby kulinarne, którym grozi zanik. Odpowiada także za zachowanie bioróżnorodności, która jest charakterystyczna dla danego regionu, obszaru, co czyni je indywidualnymi i wyróżniającymi się. Ruch umożliwia im pozyskanie miejsca na globalnym rynku. Slow food ma najsilniejszą pozycję w Europie, gdzie istnieje bogata tradycja kuchni lokalnych, a kultura Fast food nie wywarła nieodwracalnych zmian. W projekt stowarzyszenia wlicza się szereg konferencji i warsztatów odbywających się systematycznie w wielu krajach na świecie. 
Ruch obecnie uznaje się za rozbudowaną, międzynarodową organizację typu non-profit. Problem jaki wykazał sposób odżywiania się społeczeństwa spowodował, że prosta i zarazem najpotrzebniejsza czynność życiowa stała się początkiem prężnie działającej organizacji, która znalazła odzwierciedlenie w wielu innych dziedzinach życia człowieka, znaną szerzej jako slow life.

## CittaSlow
Ruch CittaSlow został założony we Włoszech w miejscowości Greve in Chianti, do którego pomysłodawcą jest burmistrz miasta Paolo Saturini. Ma on na celu zapewnienie ochrony i dbałości małych, bogatych w regionalną historię miasteczek przed silnym rozwojem dużych aglomeracji miejskich. Ma także skupiać się na poprawieniu jakości życia mieszkańców i promować lokalne rzemiosło. Owocnie prosperująca działalność powolnych miast skupia pod sobą 225 miast z 30 krajów, w które wliczają się m.in. Niemcy, Skandynawia, Wielka Brytania i Polska. Manifest głosi, że miasto i ludzie powinni stanowić funkcjonalną jedność by móc samodzielnie prosperować i mieć zapewnioną stabilność ekonomiczną, jednocześnie żyjąc w pobliżu dużych, homogenicznych miast. Jest to próba zachowania oryginalności lokalnej, naturalnego krajobrazu, rodzimej architektury, praktykowanie zdrowszego stylu życia i skupienie się na doznaniach zmysłowych. 

## Slow Tourism
Powolna turystyka jest jedną z alternatywnych sposobów podróżowania. Slow travel zachęca do odejścia od schematycznego zwiedzania miejsc zgodnie z kolejnością zawartą w przewodniku. Mówi o odkrywaniu nowych dróg. Propaguje rezygnację z hoteli i kurortów na rzecz mniejszych, mniej znanych miejscowości by móc poznać ich specyfikę i lokalne dziedzictwo kulturowe. Opiera się na świadomym podróżowaniu. Aspekt podróży samej sobie zostaje traktowany jako ucieczka od szybkości współczesnego świata. Decyzje o wyborze wolniejszych środków transportu dają większą odpowiedzialność za środowisko, z czym wiążą się także nowe sposoby odkrywania miejsc, w których można praktykować powolne tempo. Slow travel kojarzy się z paletą wrażeń nie tylko emocjonalnych, ale także zmysłowych, społecznych i kulinarnych.
Slow Tourism kreuje także świadomego turystę, który rozumie globalne połączenia między krajami. Podróżując nabywa doświadczenia przez uczestnictwo w życiu innych kultur. Wyzbywa się własnych przekonań, które często są kierowanie stereotypami, wychodzi poza schematy.

## Slow Fashion
Slow fashion podkreśla świadome wybieranie odzieży ze szczególnym zwróceniem uwagi na jakość materiałów z jakich jest wyprodukowana. Odpowiada za spójne i harmonijne tworzenie garderoby, zgodnie z własnymi upodobaniami i potrzebami. Jest to odmienne podejście do mody, z którego z dużym powodzeniem czerpie korzyści środowisko, poprzez zmniejszenie się ilości odpadów. Natomiast świadomy konsument skupia się na kupnie odzieży, która jest ponadczasowa i dobrej jakości.